# Heliga synoden

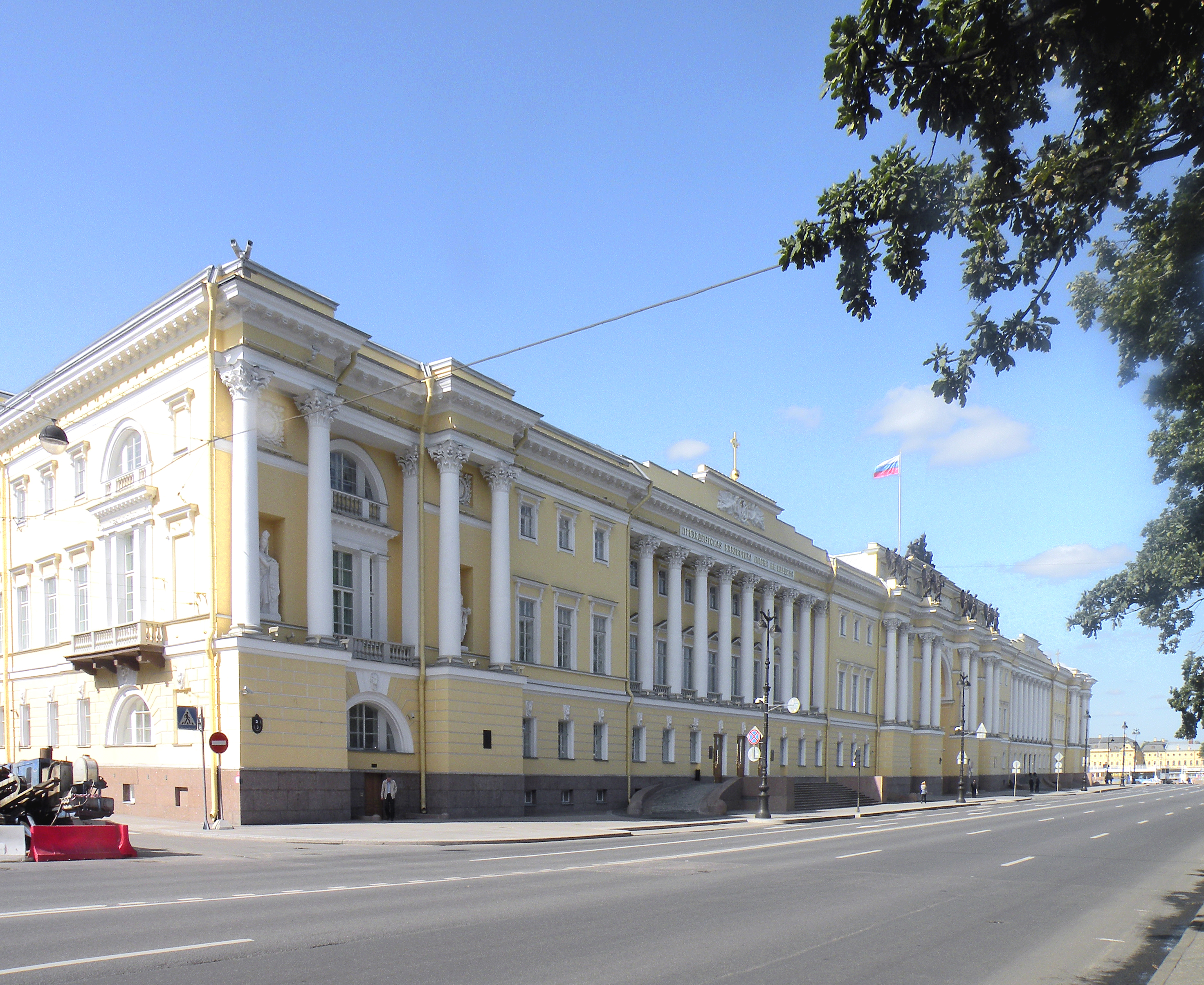
Den heliga synoden och regerande senatens gamla kanslibyggnad på Senatstorget i Sankt Petersburg.

Heliga Styrande Synoden (ryska Святейший Правительствующий Синод; gammalstavning: Святѣйшій Правительствующій Сѵнодъ) var den högsta ledningen för den administrativa kyrkliga makten i Ryska imperiet mellan 1721 och 1917. Den instiftades av Peter den store som samtidigt upplöste Moskvas patriarkat. Den Heliga synoden leddes i praktiken av en prokurator som kejsaren tillsatte.
Synoden förlorade kontroll över kyrkan i november 1917. I efterföljden av oktoberrevolutionen såg ett råd inom den rysk-ortodoxa kyrkan till att återupprätta Moskvapatriarkatet - som tidigare hade avskaffats av Peter den store - och metropoliten Tichon valdes som patriark.
Den 24 februari 1901 publicerade den rysk-ortodoxa kyrkans officiella tidning ett edikt som bannlyste författaren Lev Tolstoj, varvid han var att betrakta som persona non grata. Det ryska inrikesministeriet har förbjudit all debatt om heliga synodens edikt.

## Uppdrag
Till synoden hörde alla angelägenheter, som kunde angå den ortodoxa kyrkan, bl. a. trons beskyddande, åtgärder mot schismer och sektväsen, val av högre kyrkofunktionärer samt det kyrkliga undervisningsväsendet. I kyrkliga lagstiftningsfrågor hade synoden rådgivande stämma. 

## Organisation

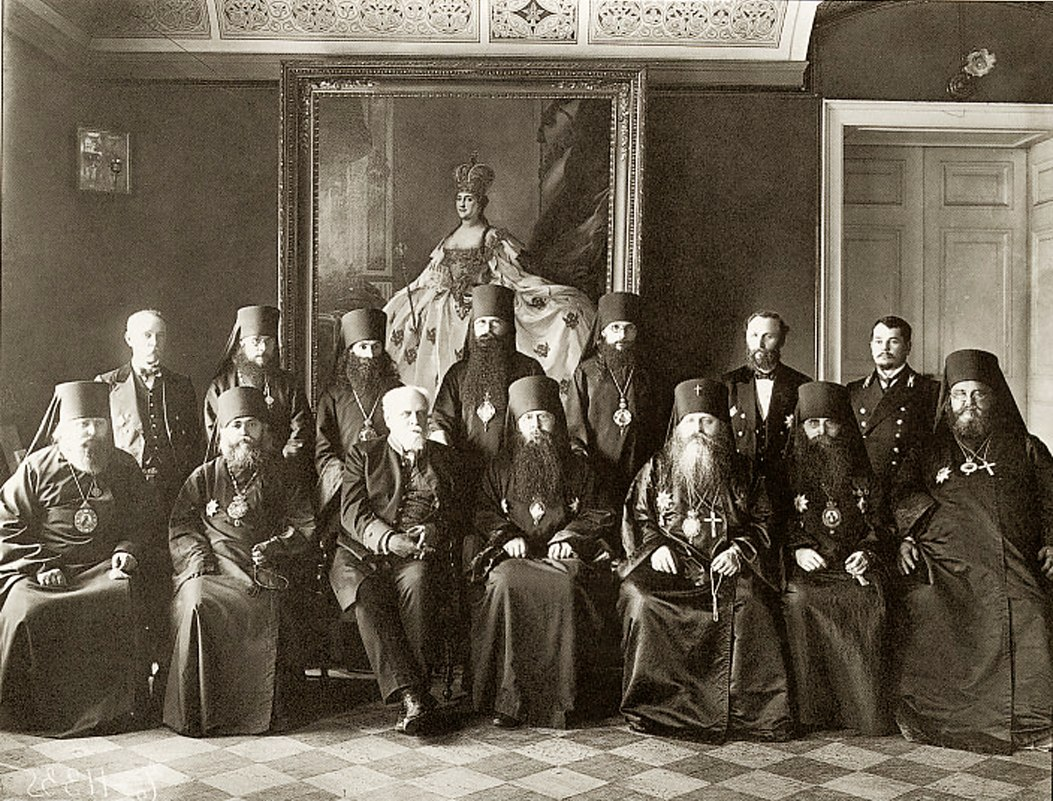
Den heliga synoden 1911. Den tredje från vänster i nedre raden är överprokuratorn.

Den heliga synoden, upprättades 1721 av Peter den store i ändamål att sköta kyrkans förvaltning, på samma sätt som senaten skötte statsförvaltningen, samt trädde i stället för det av Peter avskaffade patriarkämbetet. Synoden var ett kollegium, bestående av metropoliterna samt de ärkebiskopar och biskopar, som kejsaren inkallade dit, inalles 7 ordinarie ledamöter. Tillfälligtvis kunde även andra biskopar inkallas. Ordförande var metropoliten i Petersburg. Som övervakande representant för staten och som mellanhand mellan kyrkan och staten stod en av kejsaren utnämnd världslig ämbetsman, överprokuratorn i den heliga synoden, som hade ministers rang och som var chef för synodens kansli och därmed bestämmande för hela dess arbetsordning. Vid sidan av honom hade synoden förlorat nästan all betydelse kring 1917. Genom honom verkar det absoluta enväldet på det kyrkliga området.